# Заваллівське родовище графіту

Рис. Промислові об’єкти і геологічна карта Заваллівського родовища (по А.Е.Іваніщеву). 1 - графітові гнейси; 2 - гнейси безрудні; 3 - кристалічні вапняки; 4 - граніти; 5 - мігматіти.

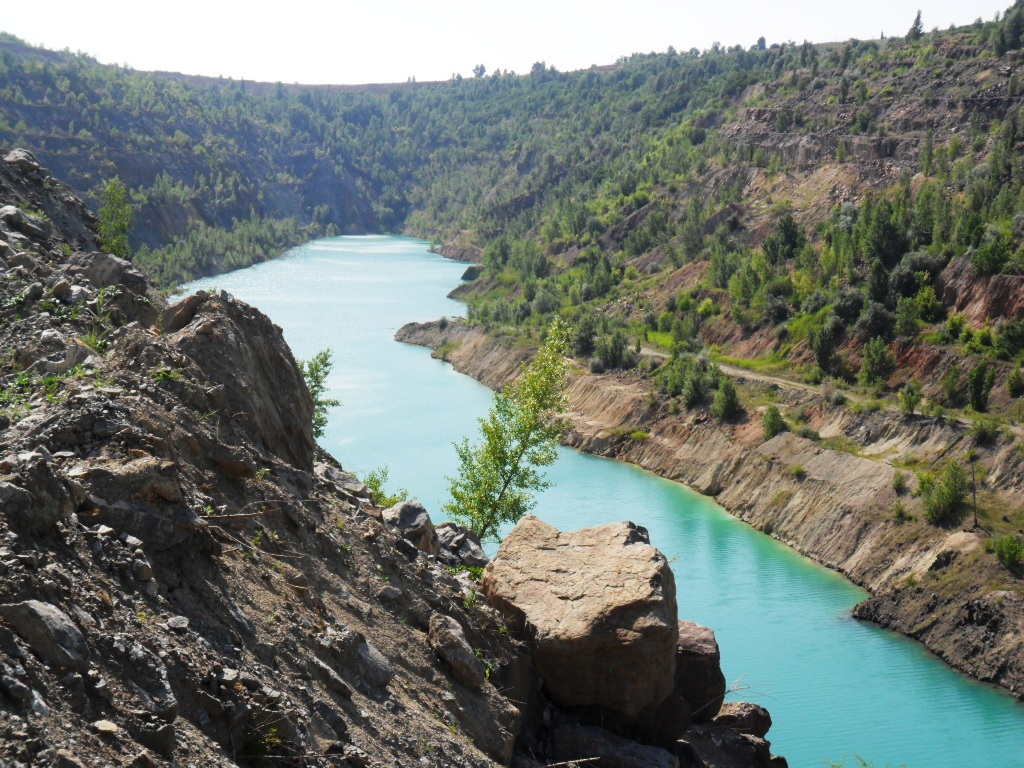
Рис. Заваллівський графітовий кар'єр. Непрацююча ділянка. 2012 р.

Зава́ллівське родовище графіту — найбільше в Україні та одне з найбільших у світі родовище графітових руд, розташоване поблизу селища Завалля Кіровоградської області.

## Локалізація
Заваллівське родовище, розташоване в основному на лівому березі річки Південний Буг в Голованівськом районі Кіровоградської області, є типовим представником цієї провінції. Захоплює також частину Савранського району Одеської області.
Розташоване в Побузькому графітоносному районі Графітоносної провінції Українського щита.

## Історія
В період 1921–1924 років — вперше проведено дослідження залягання графітової руди біля Завалля. Було визнано за доцільне розпочати тут промислові розробки.
В 1929 році — закладено фундамент збагачувальної фабрики.
В 1934 році — отримано перший графіт.
У 1941 році — устаткування та техніку комбінату евакуйовано в місто Киштим Челябінської області.
У квітні 1948 року — комбінат відновлено, він почав виробляти 3 тис. т графіту на рік. Для здешевлення видобування руди закрили шахту та ввели в дію кар'єр, оснащено сучасною технікою.
В 1968 році — комбінат був учасником ВДНГ у Москві.
В 70-ті роки ХХ ст. — продукція Графіткомбінату експортувалася у 21 країну світу.
У наш час Заваллівське родовище графіту експлуатує ВАТ «Заваллівський графітовий комбінат».
В 2008 році — видобуто 184,2 тис. т графітової руди.
В 2009 році — видобуто 51,5 тис. т руди, вироблено товарного графіту 4 262,7 т.
За підсумками роботи в 2024 році, згідно повідомлення в системі розкриття інформації Національної комісії з цінних паперів та фондового ринку, ПрАТ «Завалівський графітовий комбінат», до складу якого входить філія ТОВ «Завалівський графіт», збільшив чистий збиток на 11,7 % порівняно з 2023 роком, а саме з 2,039 млн грн - до 2,278 млн грн.

## Характеристика
Приурочене до південно-західної частини Українського кристалічного щита. Пов'язане з синкліналлю широтного простягання (5×2 км; значна частина якого є під житловими масивами Завалля), яка розташована в зоні розвитку Подільського ультраметаморфічного комплексу. Нині розробляється лише Південно-Східна ділянка, на якій веде роботи ТОВ «Заваллівський графіт». Проєктна потужність кар'єру — 800 тис.т руди в рік. Руди високої якості, а якість готової графітової продукції часто перевершує якість зарубіжних аналогів.
Родовище має дві зони рудоносних графітних ґнейсів. Вміст графіту в ґнейсах 1-24 %, в інших породах — 1-2 %. Розмір лусочок 1-2 мм. Гідрогеологічні та інженерно-геологічні умови родовища складні.
Центральна частина складається з кристалічних вапняків і кварцитів. Потужність вапняків 500 м, кварцитів — 20-50 м. Нижче по розрізу є графітоносні гнейси (продуктивна товща), потужність яких неоднакова: в північному крилі вона сягає 250 м, а в південному різко зменшується до 15 м. Графіт в рудах крупнолускатий (розмір від 0,1 до 2 мм), середній вміст 6-10 %. Іноді луска графіту об'єднується в плямисті скупчення — агрегати. Крім графіту, в складі руд наявні кварц, польовий шпат, невелика кількість гранату, кальциту, апатиту, циркону тощо.
Супутньою корисною копалиною на цьому родовищі є абразивна сировина (гранат), запаси руди якої оцінюються в 20,3 млн т, у 2009 році не добувалась.
З оновленими даними підтверджені запаси руди 96,6 млн т, у перерахунку на рядовий графіт – 6,1 млн т.
Родовище може видавати до 30 тис. т графіту на рік.

## Технологія розробки
Розробка ведеться відкритим (кар'єрним) способом із застосуванням свердловинних зарядів і гідромеханізації. Руди родовища збагачують флотацією (та хімічним способом) з одержанням концентрату, що містить 85-99,5 % графіту високої якості і має зольність не вище 10-15 %. За своїми розвіданими запасами та масштабом видобування родовище є одним з найбільших у Європі, друге — в світі).
Випускають (1980-ті–1990-ті роки) тигельний, елементний, ливарний, електровугільний, малозольний та інші марки графіту, а також спеціальні мастильні препарати.
У середині — другій половині 1980-х виробництво графіту становило 47-55 % загальносоюзного (СРСР), у тому числі кристалічного графіту — 73,5 %. Родовище забезпечує основні потреби у графітовому концентраті металургійної, хімічної, електротехнічної та ін. галузей промисловості.
Заваллівське родовище — поки що єдине джерело випуску графіту в Україні. Альтернативними є Балахівське, Петровське (Західно-Інгулецьке) та Троїцьке родовища, а також Буртинська група родовищ. Їх запаси дають можливість не тільки підтримувати на потрібному рівні, а й за необхідності значно розширити наявну мінерально-сировинну базу, завдяки чому Україна здатна стати одним з найбільших постачальників якісної графітової продукції в світі. ТОВ «Заваллівський графіт» входить до ТОП-10 виробників якісного графіту в світі. Підприємство виготовляє понад 25 видів графіту.